# Kirill Yuryevich Lavrov
Kirill Yuryevich Lavrov (tiếng Nga: Кирилл Юрьевич Лавров; sinh ngày 15 tháng 9 năm 1925 – mất ngày 27 tháng 4 năm 2007) là một nam diễn viên sân khấu và điện ảnh người Liên Xô-Nga. Ông là chủ nhân của các danh hiệu Nghệ sĩ Nhân dân Liên Xô (1972), Anh hùng lao động Xã hội Chủ nghĩa Liên Xô (1985), Huân chương Lenin (1985) và Nghệ sĩ Nhân dân Ukraina (2003).

## Tiểu sử

### Thời thơ ấu
Kirill Yuryevich Lavrov sinh ra tại Leningrad (nay là Saint Petersburg). Ông được Giáo hội Chính thống giáo Nga của Giaon đảo Patmos rửa tội ở tu viện Lavrushinskoe Podvorie, Leningrad. Lúc nhỏ, Kirill Lavrov được nuôi dưỡng ở Leningrad, trong một gia đình đa sắc tộc người Nga và Ukraina, với gốc rễ lâu đời trong xã hội St. Petersburg. Ông nội ông tên Sergey Vassilevich Lavrov (1873—1944) là Trưởng khoa đại học tại Hiệp hội Nhân văn Nga, rồi trở thành một nhân vật nổi bật trong giới người lưu vong Nga Trắng (white émigré). Cha ông tên Yury Lavrov là một diễn viên điện ảnh và sân khấu thành danh người Nga và Ukraina, được trao danh hiệu Nghệ sĩ Nhân dân Ukraina vào năm 1948. Từ nhỏ, Kirill Yuryevich Lavrov đã say mê văn học và kịch nghệ, cũng như được tiếp xúc với môi trường học kích thích trí tuệ cao trong gia đình. Ông cũng là một vận động viên thể thao giỏi: ông tập thể dục dụng cụ, đấu kiếm, trượt tuyết và là thành viên đội bóng đá trẻ tại câu lạc bộ thể thao "Spartak" ở Leningrad.

### Thời chiến
Trong Thế chiến II, ông bị sơ tán từ Leningrad đến Kirov, rồi sang Novosibirsk tại Siberia. Tại nơi đây, ông làm công nhân gia công kim loại tại một nhà máy công nghiệp quân sự. Đầu năm 1943, Lavrov (lúc ấy 17 tuổi) đăng ký tham gia lực lượng Hồng Quân để chiến đấu chống Phát xít. Ông được cử đi Astrakhan để tập huấn tại Trường Kỹ thuật Hàng không, và tốt nghiệp trường này vào năm 1945. Tiếp đó, ông làm kỹ thuật viên bảo trì máy bay tại Không quân Nga. Ông đóng quân tại Căn cứ Không quân ở Quần đảo Kuril của Iturup cho đến năm 1950. Tại nơi đây, ông tham gia diễn xuất với một đoàn nghệ thuật nghiệp dư tại câu lạc bộ quân đội địa phương. Năm 1950, ông xuất ngũ khỏi Hồng Quân.

### Sự nghiệp kịch nghệ
Năm 1950, sau khi xuất ngũ khỏi Hồng Quân, Kirill Lavrov tới Moskva và cố đăng ký vào trường diễn xuất tại Nhà hát Nghệ thuật Moskva, song bị từ chối do chưa hoàn thành cấp trung học, mà nguyên do sâu xa là vì ông bận thực hiện nghĩa vụ trong thời chiến. Thất vọng và vẫn độc thân ở tuổi 25, Kirill Lavrov tới Ukraina và đoàn tụ với bố mẹ ở Kyiv. Tại nơi đây, ông tham gia đoàn kịch tại Nhà hát Học viện Quốc gia Lesya Ukrainka Kyiv, làm diễn viên phụ và sớm xuất hiện trong các vở kịch đương đại lẫn cổ điển. Sau năm năm công tác tại nhà hát Kyiv, Kirill Lavrov được mời làm thành viên chính thức của đoàn kịch tại Nhà hát kịch nghệ Leningradsky Bolshoi và chuyển đến Saint Petersburg.

### Sự nghiệp điện ảnh
Năm 1955, Kirill Lavrov sắm vai điện ảnh đầu tay trong phim Vasyok Trubachyov and His Comrades của hãng Lenfilm, do Ilya Frez làm đạo diễn. Năm 1964, Lavrov trở nên nổi tiếng nhờ sắm vai chính Sintsov trong The Alive and the Dead - tác phẩm điện ảnh chính kịch do Aleksandr Stolper làm đạo diễn. Kirill Lavrov nhận được lời tán dương từ khán giả quốc tế nhờ sắm vai chính Ivan Karamazov trong bộ phim điện ảnh The Brothers Karamazov (1969). Phim này được đề cử giải Oscar và do chính Lavrov đồng đạo diễn với bạn diễn Mikhail Ulyanov, sau khi đạo diễn phần phim gốc Ivan Pyryev mất. Ngoài ra, Lavrov còn đạt những thành tựu khác nhờ sắm vai trong các bộ phim như Tchaikovsky (1969), Taming of the Fire (1972) và Trust (1976).

## Đời tư
Kirill Lavrov đã kết hôn với đồng nghiệp nữ, tức nữ diễn viên Valentina Nikolaeva. Họ có với nhau hai người con: cậu con trai Sergei Lavrov làm doanh nhân, còn cô con gái Maria Lavrova làm diễn viên điện ảnh và kịch nghệ, đồng thời là thành viên chính thức của đoàn kịch tại Nhà hát kịch nghệ Bolshoi ở Saint Petersburg.

## Danh sách phim

### Diễn viên
- 1955: Vasyok Trubachyov and His Comrades
- 1956: Maksim Perepelitsa vai nhiếp ảnh gia quân đội (uncredited)
- 1964: The Alive and the Dead (tiếng Nga: Живые и мертвые) vai Ivan Sintsov
- 1966: A Long Happy Life vai Victor
- 1969: The Brothers Karamazov vai Ivan
- 1970: Tchaikovsky vai Władysław Pachulski
- 1970: Lyubov Yarovaya (tiếng Nga: Любовь Яровая) vai Fyodor Shvandya
- 1972: Taming of the Fire vai Andrei Bashkirtsev
- 1976: Story of a Human Heart vai Oleg Somov
- 1976: Trust (tiếng Nga: Доверие) vai Vladimir Lenin
- 1977: A Declaration of Love (tiếng Nga: Объяснение в любви) vai Gladishev
- 1978: A Hunting Accident vai Bá tước Karneyev
- 1978: A Declaration of Love vai Gladishev
- 1979: Yaroslavna, the Queen of France  vai Yaroslav the Wise
- 1979: A Glass of Water (phim điện ảnh truyền hình) vai Henry St. John, Viscount Bolingbroke
- 1980: Journey to Another City vai Sergey Kirillov
- 1981: 20 December vai Vladimir Lenin
- 1983: Magistral (tiếng Nga: Магистраль) vai Urzhumov
- 1983: From the Life of a Chief of the Criminal Police vai Col. Malych Ivan Konstantinovich
- 1984: Charlotte's Necklace vai Seryogin
- 1986: Red Arrow vai CEO Valeri Petrovich Kropotov
- 1988: Bread is a Рroper Noun  vai Communist Shabatin
- 1997: Schizophrenia vai Kolobov
- 2000: Tender Age vai Grandfather
- 2000: Bandit Petersburg (phim truyền hình) vai Mikheev
- 2005: The Master and Margarita (phim truyền hình ngắn tập) vai Pontius Pilate
- 2009: Attack on Leningrad vai phát thanh viên (vai diễn cuối)

## Tác phẩm kịch
- Ocean
- Uncle Vanya
- The Three Sisters
- Boris Godunov
- And Quiet Flows The Don
- Before Sunset
- The Quartet

## Giải thưởng và ghi danh
- Huân chương "Vì công lao với Tổ quốc";
  - Hạng hai (2 tháng 9 năm 2005) vì đóng góp xuất sắc cho sự phát triển của kịch nghệ, và nhiều năm hoạt động sáng tạo
  - Hạng ba (13 tháng 9 năm 2000) vì đóng góp cá nhân lớn lao cho sự phát triển của kịch nghệ
  - Hạng bốn (5 tháng 8 năm 1995) vì cống hiến cho nước nhà và nhiều năm lao động giỏi trong văn hóa và nghệ thuật
- Anh hùng lao động Xã hội Chủ nghĩa Liên Xô (1985)
- Huân chương Lenin (1985)
- Huân chương Cách mạng Tháng Mười (1971)
- Huân chương Cờ đỏ Lao động (1975)
- Huân chương Huy hiệu danh dự (1967)
- Huân chương nhờ chiến thắng Đức trong Thế chiến II, chiến thắng trước Nhật Bản, kỷ niệm 30 năm thành lập Quân đội và Hải quân Liên Xô, kỷ niệm chương ngày Chiến thắng
- Nghệ sĩ Nhân dân Liên Xô (1972)
- Nghệ sĩ nhân dân Cộng hòa Xã hội chủ nghĩa Xô viết Liên bang Nga (1970)
- Nghệ sĩ ưu tú Cộng hòa Xã hội chủ nghĩa Xô viết Liên bang Nga (1963)
- Nghệ sĩ Nhân dân Ukraina (2003)
- Giải Lenin (1982) nhờ vai Lenin trong vở kịch On Reading Again... (1980) trên sân khấu LBADT Gorky
- Giải thưởng Nhà nước Liên Xô (1978) nhờ diễn xuất trongSông Đông êm đềm của Mikhail Sholokhov, diễn trên sân khấu LBADT Gorky (1977)
- Giải thưởng Anh em Vasilyev của Cộng hòa Xã hội chủ nghĩa Xô viết Liên bang Nga (1974) nhờ sắm vai Andrey Ilyitch Bashkirtseva trong phim điện ảnh "The Taming of the Fire" (1972) [6]
- Giải thưởng của Tổng thống Nga cho văn học và nghệ thuật (1997)
- Giải thưởng của Tổng thống Nga nhờ cống hiến xuất sắc cho sự phát triển của điện ảnh Nga (2000)
- Bằng khen của Chính phủ Nga (2000)
- Công dân danh dự của St. Petersburg (1995)
- Bằng khen danh dự của Hội đồng Lập pháp Saint Petersburg (2000)
- Tấm bằng khen của Tổng thống Yakutia (2007)
- Chủ nhân Giải thưởng Nghệ thuật Tsarskoye Selo (2004)